# Осада Лиссабона (1142)
Осада Лиссабона (порт. Cerco de Lisboa) — неудачная попытка португальского короля Афонсу I при участии англонормандских крестоносцев захватить город Лиссабон, который в то время находился под властью Альморавидов.

## Осада
Примерно в 1142 году, согласно краткому упоминанию в англонормандском тексте, известном как «О завоевании Лиссабона» («De expugnatione Lyxbonensi», порт. «Da captura de Lisboa»), и португальском тексте, известном как «Лузитанская хроника» («Chronicon Lusitanum»), группа англонормандских крестоносцев, направлявшихся в Иерусалим, была приглашена португальским королём Афонсу I для участия в попытке захвата города Лиссабон, который в то время находился под властью Альморавидов. Из текста De expugnatione Lyxbonensi можно выдвинуть предположение, что англонормандские войска возглавляли братья Уильям и Ральф Виталусы.
Крестоносцы и португальский монарх решились на совместную попытку захвата города, но их силы были слишком малыми, чтобы вести длительную осаду густонаселённого и хорошо снабжаемого города. В итоге, христианские войска ограничились перед уходом из-под стен Лиссабона лишь разрушением его окраин. Согласно Chronicon Lusitanum, англонормандские крестоносцы продолжили свой путь в Святую землю, а португальцы вернулись домой. По всей видимости, неспособность христианских войск захватить Лиссабон стала причиной недовольства у некоторых англонормандских крестоносцев отсутствием решимости у их португальских союзников. Впоследствии это обстоятельство стало помехой в ходе переговоров между Афонсу I и крестоносцами, которые в конечном итоге оказали ему помощь при осаде Лиссабона в 1147 году, происходившей во время Второго крестового похода.
В то же время, несмотря на военную неудачу, осада 1142 года дала португальскому монарху опыт в коммуникациях с северными крестоносцами, который помог ему наладить сотрудничество с ними при захвате города в 1147 году. Кроме того, это поражение, вероятно, убедило португальского монарха в необходимости при следующей осаде Лиссабона перекрыть речные пути снабжения города, захватив Сантарен.